# Municipio de Frankenmuth
El municipio de Frankenmuth (en inglés: Frankenmuth Township) es un municipio ubicado en el condado de Saginaw en el estado estadounidense de Míchigan. En el año 2010 tenía una población de 1959 habitantes y una densidad poblacional de 23,31 personas por km².

## Geografía
El municipio de Frankenmuth se encuentra ubicado en las coordenadas 43°21′27″N 83°46′7″O / 43.35750, -83.76861. Según la Oficina del Censo de los Estados Unidos, el municipio tiene una superficie total de 84.03 km², de la cual 83,64 km² corresponden a tierra firme y (0,47 %) 0,39 km² es agua.

## Demografía
Según el censo de 2010, había 1959 personas residiendo en el municipio de Frankenmuth. La densidad de población era de 23,31 hab./km². De los 1959 habitantes, el municipio de Frankenmuth estaba compuesto por el 97,91 % blancos, el 0,31 % eran afroamericanos, el 0,1 % eran amerindios, el 0,92 % eran asiáticos, el 0,36 % eran de otras razas y el 0,41 % eran de una mezcla de razas. Del total de la población el 2,04 % eran hispanos o latinos de cualquier raza.